# Tillandsia schusteri
Tillandsia schusteri là một loài thuộc chi Tillandsia. Đây là loài đặc hữu của México.